# Geodena bimaculata
Geodena bimaculata là một loài bướm đêm trong họ Geometridae.